# Џиан (ера)
Џиан (治安) позната и као Чиан је јапанска ера (ненко) која је настала после Канин и пре Манџу ере. Временски је трајала од фебруара 1021. до јула 1024. године и припадала је Хејан периоду. Владајући монарх био је цар Го-Ичиџо.

## Важнији догађаји Џиан ере
- 1023. (Џиан 3, четврти месец): Велика епидемија у Кјоту.[5] Лешеви су по улицама а болест се шири земљом.[6]
- 1023. (Џиан 3, десети месец): Фуџивара но Мичинага посећује планину Која.[7]
- 29. децембар 1023. (Џиан 3, четрнаести дан једанаестог месеца): Помрачење месеца.[8]